# Автопортрети Тараса Шевченка
Автопортре́ти Тараса́ Шевче́нка — власні зображення, що їх створював Тарас Шевченко протягом усього життя. Кількість Шевченкових автопортретів  важко облікувати. Чимало з них не дійшли до нашого часу й відомі лише з його листування чи спогадів його сучасників. Чимало розкидано на берегах рукописів літературних творів Кобзаря, листів, на аркушах робочих альбомів і навіть на малюнках інших малярів. Так, на копії, виконаній Варварою Рєпніною з Шевченкового малюнка, на якому зображено хату його батьків у Кирилівці, Тарас Григорович намалював себе на весь зріст.

## Перший автопортрет
Найраніший із нині знаних автопортретів (полотно, олія, 43 × 45, в овалі, Національний музей Тараса Шевченка) виконано на початку 1840 року в Петербурзі. Це перша Шевченкова спроба писати олійними фарбами. На той час Тарасові було 26 років. У творі — романтично піднесений образ молодого маляра-поета. У манері виконання — у легкому лесуванні, що подекуди поєднано з корпусним накладанням фарб, у витонченому малюнку, у довершеному пластичному моделюванні, у колориті, побудованому на синьо-зелених тонах із вкрапленням червоних, а головне — у романтичному забарвленні образу — виразно відчувається вплив Карла Брюллова. Твір не завершено.

## Автопортрети періоду «трьох літ»

### Яготинський автопортрет
Автопортрет (папір, туш, перо, 22,7 × 18.4, приватна збірка, Москва), нарисовано в Яготині 23 — 26 листопада 1843 й подаровано Варварі Рєпніній разом із рукописом поеми «Тризна», зображує Шевченка за роботою. Тут виразно передано уважне сприйняття молодим маляром навколишнього життя. Портрет виконано вільним, впевненим штрихом, близьким до манери рисування голкою на міді.

### Автопортрет 1845
Автопортрет, виконано в кінці серпня 1845 (папір, олівець, 17 × 13.3, Державний Музей Тараса Шевченка) й подаровано Н. Тарновській, немовби розвиває ідею попереднього. Він гранично простий, ясний формою. Шевченко на ньому сповнений енергії, внутрішньої сили, рішучости.

### Автопортрет зі свічкою
До 1845 р. належить й автопортрет зі свічкою, відомий за офортом Шевченка 1860. В альбомі 1845 року є начерк цього твору олівцем (аркуш 10, зворот).

### Автопортрет 1845 року не зберігся
Зі спогадів А. Козачковського відомо, що 1845 р. Шевченко майже завершив працю над ще одним автопортретом, у якому подав образ «народного поета, влучно схоплений у хвилину його поетичного натхнення». Цей твір не зберігся.

## Автопортрети періоду заслання

### Перший автопортрет періоду заслання
Перший автопортрет (папір, олія, 12,7 × 9.9, Державний Музей Тараса Шевченка), порушивши царську заборону писати і малювати, він його написав між 23 червнем й 11 груднем 1847 в Орській фортеці, щойно туди прибувши, й 11 грудня 1847 надіслав Андрієві Лизогубу. Це портрет поета в солдатському мундирі й кашкеті-безкозирці. Тяжкі муки вже наклали відбиток на Шевченковеобличчя, на якому вражають широко-широко розкриті, сповнені скорботи очі.

### Автопортрети, написані під час Аральської експедиції
З автопортретів, виконаних під час перебування в Аральській експедиції (1848–1849), до нас дійшов лише один (папір, сепія, 15,6 × 12,9, Львівський музей українського мистецтва), що його художник незабаром подарував Аркадієві Венгжиновському в Оренбурзі. Тарас Шевченко зобразив себе у вбранні, яке носив в експедиції, — звичайному цивільному пальті і світлому кашкеті з великим козирком, на обличчі — сліди втоми від нелегких мандрів.
До цього твору близькі три портрети (полотно, олія, закомпонований в овалі, відтворений у книжці «Тарас Шевченко як маляр», Львів-Москва, 1914, де тепер цей портрет — невідомо; полотно, олія, 24,5 × 19.8, Державний Музей Тараса Шевченка; полотно, олія, 26,2 × 21.4 Державний Музей Тараса Шевченка), які потребують додаткового дослідження щодо авторства: досі ще остаточно не встановлено, чи це Шевченкові автопортрети, чи копії або варіянти, инших малярів. Доля намальованого під час Аральської експедиції автопортрета, надісланого Варварі Рєпніній 14 листопада 1849, за три тижні після повернення з Оренбурга, невідома.

### Автопортрети, виконані в Оренбурзі
Із часів перебування Шевченка в Оренбурзі збереглися два автопортрети. Один із них (папір, сепія, білило, 24,3 × 18.1, Державний Музей Тараса Шевченка) виконано не пізніше 29 грудня 1849 і подаровано Лазаревському. Шевченко зобразив себе в цивільному одязі — у світлій куртці, з-під якої видно комір білої сорочки. На обличчі відчувається душевний спокій. У тому, що поет зобразив себе так, певно, мало значення те, що цього часу він мешкав не в жахливих умовах солдатської казарми, а на приватній квартирі, серед друзів і мав змогу писати.
Психологічною характеристикою до цього твору близький автопортрет у солдатському мундирі з погонами (папір, сепія, 16,2 × 13, Державний Музей Тараса Шевченка), що його Шевченко 29 грудня 1849 надіслав А. Лизогубові. Поет тоді ще сподівався на полегшення своєї долі, чекав підвищення у званні до унтер-офіцера й офіційного дозволу малювати.

### Автопортрети, написані в Новопетровському укріпленні
Та незабаром, після арешту за порушення царської заборони й майже піврічного слідства, його заслано до Новопетровського укріплення. Тут Шевченко створив нові автопортрети — вражаючої сили художні документи про сім років нелюдських фізичних і моральних мук, але — всупереч усьому — і натхненної, подвижницької, звитяжної творчої праці. До цих років належить низка сюжетних, жанрових робіт, у які маляр увів автопортрети. Під час експедиції до Каратау він виконав малюнок «Шевченко серед товаришів», на якому зобразив себе за малюванням разом із Б. Залеським і Л. Турно. Його зображення тут близьке до автопортрета (тонка бристольська тектура, італійська олія, білило, Державний Музей Тараса Шевченка), створеного в липні-серпні 1851 й подарованого Броніславу Залеському (який згодом технікою офорта виконав копію з нього).
На останні роки перебування маляра в Новопетровському укріпленні припадає малюнок «Шевченко малює товариша», де він зобразив себе за роботою в кибитці, що її спеціально для нього поставив у саду біля укріплення І. Усков. На цих малюнках відтворено образ Шевченка, обстановку, у якій він тоді перебував, передано його захоплення мистецтвом.
У Новопетровському укріпленні Шевченко написав також два автопортрети, один з яких 3 листопада 1854 передав з М. Семеновим у дарунок О. Бодянському, а другий надіслав 22 квітня 1857 Я. Кухаренкові. Обидва твори втрачено. На першому, як можна твердити на підставі листа до О. Бодянського, маляр зобразив себе в цивільному вбранні. Другий — відомий із фоторепродукції, що була в архіві Олени Пчілки (тепер в інституті літератури імені Т. Г. Шевченка АН УРСР). Його намальовано сепією; як можна судити з того, що Шевченко так само зобразив себе тут у цивільному, цього портрета виконано 1853-1854.

### Жанрові малюнки періоду заслання
Важливе місце у творчому Шевченковому доробкові цього часу посідають жанрові малюнки «Шевченко і байгуші» та «Шевченко й казахський хлопчик, що бавиться з кішкою», до яких маляр увів автопортрети, щоб підкреслити достовірність зображеного й передати своє співчуття гнобленому тоді, приреченому на злидні, голод казахському народові. Автопортрети, подано силуетом, є й на малюнках «Казарма» та «Кара колодкою» (останній із серії «Притча про блудного сина», обидва 1856–1857).

## Автопортрети останніх років життя

### Автопортрети, написані в Нижньому Новгороді
Повертаючись із заслання, у Нижньому Новгороді, Шевченко написав ще два автопортрети. Перший (тонкий папір, італійський білий олівець, 31,4 × 24.6, Державний Музей Тараса Шевченка), виконано не пізніше 28 листопада 1857, автор подарував М. С. Щепкіну.
Другий (тонкий папір, італійський білий олівець, 25,5 × 21.2, Державний Музей Тараса Шевченка), виконано не пізніше 4 січня 1858, надіслав тоді ж із П. А. Овсянником у дарунок М. Лазаревському. В обох творах постає образ сильної духом людини, яка вийшла незламною з найтяжчих випроб. М. Лазаревський із  подарованого йому автопортрета замовив 25 фотокопій, щоб поширювати їх серед друзів і знайомих.

### Автопортрети, виконані в Петербурзі
Більшість автопортретів, створених у Петербурзі в останні роки життя, Шевченко виконав технікою офорту. Працюючи над ними, він часто користувався світлинами.

#### Автопортрет у темному костюмі
Перший автопортрет — у темному костюмі (папір, офорт, 16,4 × 12.3, створено за світлиною кінця 1850-их рр.) — виконано не пізніше 14 березня 1860. Із цього твору збереглися також відбитки третього стану (16.1 × 12.5), де тло вкрито тонким шаром акватинти. Автопортрет пройнято глибоким ліризмом. Вражає вираз очей, якого раніше в автопортретах Шевченка не було: у них і сум, і ніжність, і тепле співчуття. Це — вираз «ласкавий, майже ніжний», який помітив в очах художника І. Тургенєв.

#### Автопортрет із бородою, у кожусі й шапці
Незабаром, за світлиною, зробленою наприкінці березня 1858, створено другого автопортрета — із бородою, у кожусі й шапці (папір, офорт, 16,9 × 12.5), який можна датувати не пізніше як 4 квітням 1860. Ретельно опрацювавши обличчя й виділивши його легким штрихуванням на тлі навколо голови, Шевченко вільно, у начерковій манері, накреслив убрання й покладену на коліно руку, що надало образові своєрідного артистизму.

#### Автопортрет зі свічкою
За малюнком, виконаним 1845, що його Шевченко відшукав (де — тепер невідомо), аж у травні 1860 він створив автопортрет зі свічкою (папір, офорт, акватинта, 16,4 × 13), у якому майстерно передав ефект освітлення — боротьбу світла з темрявою, унаслідок чого твір набув символічного звучання. У цьому автопортреті привертає увагу розмаїтість застосованих технічних прийомів. Густим плетивом різної сили штрихів, підкреслених й об'єднаних шаром акватинти, маляр показав як морок відступає перед переможною силою світла. Обличчя модельовано прозорими перехресними штрихами, а вбрання зображено сіткою рівнобіжних ліній, що імітують манери класичної ритини різцем.

#### Автопортрет у світлому костюмі
За світлиною, яку зробив 1859 р. в Києві І. Гудовський, 1860 виконано автопортрет у світлому костюмі (папір, офорт, 16,5 × 12.5). Тут на обличчі Шевченка помітні сліди тяжкої недуги, яка підточувала і без того надламане засланням здоров'я поета. У цьому ж творі відбився також пригнічений стан Шевченка, у якому він вернув до Петербурґа після перебування в Україні влітку 1859 року.

#### Автопортрет у шапці й кожусі
Якщо кожен із розглянутих автопортретів Тараса Шевченка розкриває певну грань образу маляра, передає той чи той душевний стан, то останній із цієї низки автопортретів — у шапці й кожусі (папір, офорт, 22,8 × 16.8), створено не пізніше 4 грудня 1860 за світлиною А. Деньєра, зроблено 1859, дає узагальнений образ портретованого. Твір вражає глибиною й цілісністю характеристики. Недаремно сучасники поета (К. Юнге й інші) вважали його найвдалішим і найбільш схожим з усіх прижиттєвих зображень Шевченка, і він був здобув найбільшу популярність.
Технічно портрет виконано бездоганно. Офортний штрих набув тут виняткової експресії. Штрихуванням вкрито не лише тло навколо голови, а й усе зображення: перегукуючись з енергійним штрихом, яким передано смушеву шапку й комір кожуха, воно надає портретові своєрідної суворости. На портреті є авторовий підпис, а також дата виконання та монограма з облямованих колом літер, написаних енергійним розчерком.
Офортні автопортрети поета  зберігає Державний музей Тараса Григоровича Шевченка.

## Автопортрети, написані олійними фарбами
В останні чотири роки Шевченко малював багато й олійними фарбами. Із чотирьох тогочасних полотен, що дійшли до нас, три — автопортрети. У них помітний значний вплив Рембрандта, творчістю якого Шевченко захоплювався замолоду і яку, працюючи над офортами, вивчав особливо старанно.

### Автопортрет 1859 року
Один із автопортретів (1859) з копії, що її виконав К. Флавицький (44.4 × 35.5, Державний музей Тараса Григоровича Шевченка). Шевченко зобразив себе з бородою. Ефект контрастного бічного освітлення, надаючи творові великої емоційної наснажености, не відвертає, однак, уваги від основного — погляду Шевченка. Крім копії К. Флавицького, існувала ще одна копія (доля її невідома), яку виконав маляр Жебровський. Ритину з неї роботи І. Матюшина надруковано в додаткові до часопису «Русская старина» (1891, червень).

### Автопортрет 1860 року
Другий автопортрет із цієї серії (полотно, олія, 59 × 48), в овалі, Державний музей українського образотворчого мистецтва в Києві), виконано не пізніше 1860 р., експонували того ж року на виставці в петербурзькій Академії мистецтв. Він значно відрізняється від інших автопортретів маляра трактуванням образу: Шевченко зобразив себе молодим парубком. З-під високої, зсунутої набакир смушевої шапки вибивається чуб, під свитою — біла вишивана сорочка, пов'язана червоною стрічкою. Твір близький до автопортретів Рембрандта не лише живописно-колористичним стилем — характерним поєднанням золотаво-брунатних тонів, виразною світлотінню, а й «маскарадом», який багато важить в образному ладі портрета. Контраст між парубочим вбранням і сумним поглядом пойнятих сльозою очей фізично надламаного, передчасно постарілого Шевченка становить основний мотив твору, надає йому глибоко трагічного звучання.

### Останній автопортрет Тараса Шевченка
Останній автопортрет (полотно, олія, 59 × 49, в овалі, Національний музей Тараса Григоровича Шевченка), виконано 1 лютого 1861, відтворює образ безнадійно хворого майстра. Густий морок, із якого виступає освітлене тим же контрастним бічним світлом Шевченкове обличчя, посилює трагізм твору.

## Автопортретні зображення
Автопортретні зображення є в деяких Шевченкових краєвидах  із розвинутими жанровими мотивами («Шевченко малює селянське подвір'я», 1845, «Шевченко серед учасників експедиції на Аральському узбережжі», 1846–1849).

## Автошаржі
Окреме місце серед автопортретів Шевченка посідають автошаржі, що є в альбомах 1839–1843 та 1846–1850, на берегах деяких рукописів поета (лист до брата Микити Шевченка 2 березня 1840, рукопис поеми «Мар'яна-черниця», альбом «Три літа») на копії малюнка «Хата батьків Т. Г. Шевченка в селі Кирилівка», яку виконала Г. Псьол (1843, приватна збірка, Москва). Ці автошаржі свідчать, що властиве поетові почуття гумору не залишало його і в найтяжчі роки життя.
Автопортрети Шевченка — своєрідна автобіографія, написана рукою великого художника-реаліста.